# Pteridin
Pteridin je hemijsko jedinjenje koje se sastoji od spojenog pirimidinskog i pirazinskog prstena. Pteridin je isto tako grupa heterocikličnih jedinjenja koja može da ima širok niz supstituenata na pteridinskom prstenu. Pterini i flavini su klase supstituisanih pteridina koji važne biološke funkcije.